# Прва лига Југославије у кошарци 1946.
Прва лига Југославије у кошарци 1946. је било 2. првенство СФРЈ у кошарци. Играно је турнирском систему у Београду на терену Црвене звезде на Малом Калемегдану. Титулу је освојила Црвена звезда.

### Табела
|    | Тим               | Игр. | Поб. | Пор. | П+  | П-  | Бод |
| -- | ----------------- | ---- | ---- | ---- | --- | --- | --- |
| 1. | Црвена звезда     | 7    | 6    | 1    | 305 | 107 | 12  |
| 2. | Задар             | 7    | 5    | 2    | 166 | 145 | 10  |
| 3. | Еђшег Нови Сад    | 7    | 5    | 2    | 186 | 194 | 10  |
| 4. | Партизан          | 7    | 4    | 3    | 211 | 106 | 8   |
| 5. | Славија Загреб    | 7    | 4    | 3    | 142 | 126 | 8   |
| 6. | Металац Београд   | 7    | 3    | 4    | 107 | 113 | 6   |
| 7. | Слобода Љубљана   | 7    | 1    | 6    | 83  | 206 | 2   |
| 8. | Македонија Скопље | 7    | 0    | 7    | 74  | 287 | 0   |

Ван конкуренцје играо је КК Кварнер из Ријеке.

## Састави екипа
| Екипа         | Играчи | Тренер          |
| ------------- | --- | --------------- |
| Црвена звезда | Небојша Поповић, Срђа Калембер, Александар Гец, Борислав Станковић, Миодраг Стефановић, Реља Мештеровић, Василије Стојковић, Раде Јовановић, Тихомир Балубџић, Иван Димић, Владимир Бањац | Небојша Поповић |
| Партизан      | Александар Николић, Светислав Шапер, Радомир Шапер, Божа Мунћан, Чедомир Стојићевић |                 |

| Првак Прве лиге Југославије 1946. |
| --------------------------------- |
| КК Црвена звезда 1. титула        |